# Święci Piotr i Paweł (obraz El Greca z 1600)
Święci Piotr i Paweł – obraz hiszpańskiego malarza pochodzenia greckiego Dominikosa Theotokopulosa, znanego jako El Greco.

## Opis i interpretacja
W 1592 roku El Greco wykonał podwójny portret dwóch Apostołów, którzy wywarli największy wpływ na rozwój Kościoła: Piotra i Pawła pod tym samym tytułem: Święci Piotr i Paweł. Ukazał wówczas dwie skontrastowane indywidualności o skrajnie różnych temperamentach i charakterach. W 1600 roku wykonał podobną wersję, ale już bez tak głębokiego i przenikającego profilu osobowości świętych. Bardziej skoncentrował się na chwili ich spotkania, do którego miało dojść w Antiochii, a o czym wspomina Paweł w Liście do Galatów.
Piotr odziany jest pomarańczowo-żółtawy płaszcz kontrastujący z czerwono-zielonym okryciem Pawła. Motywem powtarzającym się we wszystkich wersjach są przeplatające się dłonie wskazujących na siebie dwóch Apostołów, widoczne w centralnej części obrazu. Święty Paweł w lewej ręce trzyma inny swój atrybut – miecz – symbol jego męczeństwa. Obaj spoglądają wymownie na widza dając mu do zrozumienia, iż wiara jest jedna a oni są ich filarami.
Obraz został nabyty z kolekcji Luisa Planditura w 1932 roku. Obraz wymieniany jest w monografii Ludwika Goldscheidera i w katalogu muzeum.